# Trifolium vestitum
Trifolium vestitum là một loài thực vật có hoa trong họ Đậu. Loài này được D.Heller & Zohary miêu tả khoa học đầu tiên.